# أب بحري (كيسكان)
أب بحري (بالفارسية: آب‌بحری) هي قرية تقع في إيران في قسم كيسكان الريفي. يقدر عدد سكانها بـ 307 نسمة بحسب إحصاء 2016.